# L'Ènova
L'Ènova (em valenciano e oficialmente) ou Énova (em castelhano) é um município da Espanha, na província de Valência, Comunidade Valenciana. Tem 7,7 km² de área e em 2021 tinha 912 habitantes (densidade: 118,4 hab./km²). Pertence à comarca da Ribera Alta e limita com os municípios de Xàtiva, Manuel, La Pobla Llarga, Rafelguaraf e Barxeta.